# Prosopochoeta setosa
Prosopochoeta setosa är en tvåvingeart som först beskrevs av Townsend 1915.  Prosopochoeta setosa ingår i släktet Prosopochoeta och familjen parasitflugor.
Artens utbredningsområde är Peru. Inga underarter finns listade i Catalogue of Life.